# 分體病毒科
分體病毒科（學名：Partitiviridae）是雙鏈RNA病毒的一個科，包含五個屬共約60種病毒，以植物、真菌或隱孢子蟲為宿主。本科的學名得名自其分段的基因組。

## 病毒學
本科病毒直徑為35–40奈米，不具有包膜，其基因組為線型的兩段雙鏈RNA，皆長1.4–4kb，分別編碼RNA複製酶與衣殼蛋白。
本科的五個屬中，甲型分體病毒屬與乙型分體病毒屬包含植物病毒與真菌病毒，丙型分體病毒屬均為真菌病毒，丁型分體病毒屬均為植物病毒，隱孢子蟲病毒屬則僅有一種病毒，以隱孢子蟲為宿主。